# Mihailo
Mihailo (crn. Михаило), prvotni kralj u crnogorskoj povijesti, poglavar dukljanske države iz dinastije Vojislavljevića od 1046. do 1081. godine.

### Na prijestolju
Postao je Mihailo su vladarom nakon smrti svoga oca Vojislava. Prijestolje je jedno vrijeme morao dijeliti s majkom, kneginjom Nedom i braćom.
Upravljao je istodobno dukljanskim župama Oblik, Prapratna i Crmnica. 
Nakon smrti svoje majke Mihailo je uspio svladati opoziciju koju je predvodio njegov brat Radoslav i zavladao je Dukljom oko 1046. godine.
Prijestolnica mu je bila u Prapratni, između Bara i Ulcinja.

### Ženidba i sinovi
Prema Ljetopisu popa Dukljanina, Mihailo je iz braka s princezom iz obitelji bugarskoga cara Samuila imao 7 sinova: Vladimira, Bodina, Prijaslava, Sergija, Deriju, Gavrila i Miroslava.
Po smrti svoje žene, Mihailo se opet oženio rodicom bizantskoga cara Konstantina IX. Monomaha, te dobio još četiri sina: Dobroslava, Petrislava, Nićifora (Nikefora) i Teodora.
Svom je najstarijem sinu iz prvoga braka Vladimiru knez Mihailo dao na upravu neke od dukljanskih župa. 
No, u vojne i političke poslove je uključio i svoga drugog sina iz prvoga braka Bodina. 
Bodin i sin iz drugog braka Petrislav od 1072. su predvodili postrojbe Dukljana i Hrvata koji su pobijedili Bizantice, te Srbe i druge bizantske vazale, okupirali Rašku, te podigli opći ustanak među Slavenima na Kosovu, Makedoniji i Bugarskoj.

### Položaj dukljanske države nakon šizme
Granica između pravoslavnog Istoka i katoličkog Zapada 1054. išla je zamišljenom crtom posred Duklje. Nakon šizme, koja se desila u razdoblju Mihailove vladavine, Rim i Carigrada će se konfrontirati oko crkvene supremacije.

### Priznanje kraljevstva
Papa Grgur VII. je Mihailu najkasnije 1078. godine priznao kraljevsku titulu oslovivši ga u pismu kao Kralja Slavena.
U pismu se papa obraća Mihailu sa:
Michaeli Sclavorum Regi
Mihailo, kralj Slavena

### Dukljanska crkva
Grgur VII. Mihaila uvršćuje u citiranoj buli i u red "požrtvovanih prijatelja svete crkve", no taj papa tek nagovješćuje konstituiranje Dukljanske crkve, koja je, u buli pape Aleksandra II. iz 1067. godine već bila uspostavljena. 
Naime, Grgur VII. u pismo veli da tek od Mihaila očekuje, preko izaslanika, izvješće o ispitivanju glede 

### Mihailo u Ljetopisu popa Dukljanina
Pop Dukljanin u svojem Ljetopisu pripisuje Mihailu (naziva ga Mihala) grijeh krivovjerja. Naime, poslije smrti majke Nede, Mihailo je oduzeo bratu Radoslavu posjede (citati na crnogorskom)
Nakon oružanih sukoba koje je Bodin, skupa s braćom, vodio s Bizanticima u Iliriku - kada je Bodin zarobljen i odveden u zatočeništvo, Mihaila je, tvrdi Pop Dukljanin, stigla kazna zbog krivovjerja:

### Bizantski izvori: Vladar Tribala, Srba, Hrvata i saveznik Bizanta
Hrvate u Duklji spominju dva bizantska izvora te se u jednom  navodi kako je Mihailo 
"vladar Hrvata".
Nakon očeve smrti, prema istim izvorima, Mihailo postaje vladar Tribala i Srba.
"Τριβαλλών καί Σέρβων... αρχηγός"
Sklopio je ugovor s bizantiskim carem i upisan je među saveznike i prijatelje bizantiskog carstva.
"τοις συµµάχους καί φίλοις των 'Ρωµαίων έγγράφται"

### Mihailo u Razgovorima ugodnim naroda slovinskoga
Andrija Kačić Miošić u svom najpoznatijem djelu Razgovori ugodni naroda slovinskoga o Mihailu i Bodinu piše: 

### Smrt
Ljetopis popa Dukljanina  izvješćuje da Mihailo...

### Druge titule
Nakon ženidbe s rođakom bizantskog cara dobio je Mihailo titulu protospatara.
Po tvrdnji Ivana Skilice, Mihailu je car Konstantin IX. Monomah, vjerojatno oko 1052. godine, dodijelio protospatarsko dostojanstvo.
Na ktitorskom natpisu crkve koju je podigao u Stonu kralj Mihailo 1080. godine sebe titulira:
Michaelvs fortiter super rego pacifico c(i)vitates omnes Romanos
Ja Mihailo snažno smirujem i vladam nad svim rimskim gradovima

### Nasljednik
Nakon Mihailove smrti, naslijedio ga je sin, kralj Bodin.

## Vanjske poveznice
- Dr. Božidar Šekularac: DUKLjANSKA DRŽAVA - CRNOGORSKI ISKON I KORIJENI (crn.)

- Dr Fran Milobar: Dukljansko kraljevstvo, Sarajevo, 1900.g. (odlomak)